# Šentvid pri Planini
Šentvid pri Planini je naselje u slovenskoj Općini Šentjuru. Šentvid pri Planini se nalazi u pokrajini Štajerskoj i statističkoj regiji Savinjskoj. 

## Stanovništvo
Prema popisu stanovništva iz 2002. godine naselje je imalo 109 stanovnika.